# Phyllis Shand Allfrey
Phyllis Shand Allfrey (24 octobre 1908 - 5 février 1986) est une écrivaine et femme politique dominiquaise.
Son premier ouvrage publié est un recueil de poèmes publié en 1940 : In circles mais c'est principalement à travers sa nouvelle The Orchid House, publiée en 1953, que sa carrière littéraire a laissé une trace. 
En 1955, elle est à l'origine de la fondation du parti travailliste de la Dominique. En 1958, elle devient ministre du travail et des affaires sociales de la fédération des Indes occidentales.